# Бье, Фердинанд
Фердинанд Рейнхардт Бье (норв. Ferdinand Reinhardt Bie, 18 февраля 1888 — 9 ноября 1961) — норвежский легкоатлет, олимпийский чемпион.
Родился в Драммене. В 1912 году он принял участие в Олимпийских играх в Стокгольме, где стал 11-м в прыжках в длину и заработал серебряную медаль в легкоатлетическом пятиборье, а также принял участие в соревнованиях по бегу на 110 м с барьерами и десятиборью. Однако в 1913 году выяснилось, что завоевавший золотую медаль в пятиборье американец Джим Торп до выступления на Играх играл в бейсбол на полупрофессиональном уровне; поэтому Международный Олимпийский комитет лишил Торпа медали, и Бье был объявлен чемпионом Игр 1912 года. В 1983 году Торп был восстановлен в правах олимпийского чемпиона, но Бье всё равно официально считается обладателем золотой медали Игр 1912 года.
Помимо олимпийского титула, Бье также был чемпионом Норвегии по прыжкам в длину 1910 и 1917 годов, а также чемпионом 1910 года в беге на 110 м с барьерами.